# Julius Malema
Julius Sello Malema (Seshego, 3 marzo 1981) è un politico sudafricano parlamentare e fondatore nonché leader del partito Economic Freedom Fighters dal 26 luglio 2013.

## Biografia
In precedenza ha ricoperto, dal 2008 al 2012, la carica di presidente dell'African National Congress Youth League. Malema è stato membro dell'ANC dall'età di nove anni fino alla sua espulsione nell'aprile 2012 all'età di trentuno anni. Occupa una posizione particolarmente controversa nella vita pubblica e politica sudafricana, essendo salito alla ribalta con il suo sostegno al presidente dell'ANC e in seguito presidente del Sudafrica Jacob Zuma. Fu descritto da Zuma e dal Premier della Provincia di Limpopo come il "futuro leader" del Sudafrica, mentre altri lo definiscono come un "populista sconsiderato" con il potenziale per destabilizzare il Sudafrica e innescare conflitti razziali.
Malema è stato condannato per incitamento all'odio nel marzo 2010 e di nuovo nel settembre 2011. Nel 2011, è stato nuovamente condannato per incitamento all'odio dopo aver cantato "Dubula iBunu" ("Spara al boero"), una decisione confermata in appello, che ha portato alla sua espulsione dall'ANC.
Nel 2012, Malema è stato accusato di frode, riciclaggio di denaro e racket. Dopo numerosi rinvii, il caso è stato archiviato dai tribunali nel 2015 a causa di ritardi da parte della Procura nazionale, portando alla percezione che le accuse fossero motivate politicamente.Tuttavia, il gruppo per i diritti degli afrikaner AfriForum ha annunciato nel 2018 che avrebbe avviato un'azione penale privata contro Malema con l'accusa di corruzione.